# La guerra de les salamandres
La guerra de les salamandres (txec: Válka s mloky) és una novel·la satírica i de ciència-ficció escrita el 1936 per Karel Čapek. L'argument tracta d'una nova raça de salamandres descoberta a l'oceà Pacífic que inicialment són esclavitzades i explotades, però que aviat adquireixen el coneixement dels humans i es rebel·len, tot provocant una guerra global per la supremacia a la Terra. La novel·la aborda temes de crítica social que Čapek ja havia tocat amb R.U.R. (Robots Universals de Rossum), però n'introdueix de nous i més punyents, sobretot en l'àmbit polític.

## Argument
La tripulació del vaixell del capità van Toch (en realitat es tracta d'un txec amb el cognom "Vantoch") descobreix prop de l'illa de Sumatra una nova espècie marina de salamandres, que habiten en aigües poc profundes i costaneres. Les salamandres semblen posseir certa intel·ligència i el capità Van Toch inicia amb elles un comerç de perles a canvi d'entregar a les salamandres eines senzilles com ganivets o arpons. Seguidament, amb l'ajuda del seu amic Bondy, el capità Van Toch crea una empresa per comercialitzar directament les salamandres, que són venudes com a força de treball. És així com neix l'exportació de les salamandres cap a altres illes, i progressivament s'aniran estenent per tots els oceans del món.
Després de la mort del capità Van Toch continua i creix el negoci amb les salamandres, que són explotades com a mà d'obra barata per a projectes cada cop més sofisticats d'enginyeria hidràulica i de construcció. Això no obstant, la nova espècie d'amfibis assimila progressivament la cultura humana, i fins i tot desenvolupa la capacitat de la parla: les salamandres aprenen els idiomes humans. Sorgeix aleshores la qüestió moral sobre el seu estatus social, ja que, com a éssers intel·ligents que també són, les salamandres poden gaudir dels mateixos drets que els homes.
La civilització de les salamandres es desenvolupa i diversifica perquè en cada regió aprenen llengües diferents i fins i tot arribaran a presentar trets racials particulars. Sorgeixen així les primeres diferències nacionals entre elles. Els humans, per altra banda, malgrat alguns conflictes puntuals, aprenen a conviure amb els amfibis, amb qui mantenen una relació simbiòtica i de cooperació econòmica i política. Això no obstant, les salamandres es reprodueixen molt ràpidament i aviat tenen la necessitat d'expansionar l'espai marítim, en detriment de la superfície terrestre. Comença així la guerra oberta entre les salamandres i la humanitat.
L'evolució de la guerra és favorable a les salamandres, que aconsegueixen destrossar una cinquena part de la massa continental i la resistència humana es veu incapaç d'aturar el seu progressiu avenç. Només quan gairebé tot el territori ja ha desaparegut i les salamandres semblen haver guanyat definitivament la guerra, una reflexió aporta una espurna d'esperança per a la humanitat: les salamandres subjugaran l'espècie humana i li deixaran només un reduït territori per subsistir, però a llarg termini les salamandres cometran els mateixos errors que els humans i les seves diferents espècies lluitaran i es destrossaran entre si. Aleshores els humans podran heretar el que quedi de la terra.

## Sàtira i crítica social i política
La novel·la de Čapek de 1936 és una paràbola de l'estat del mapa polític mundial a la vigília de l'esclat de la Segona Guerra Mundial i amb la seva sàtira critica el nacionalisme britànic i francès, així com el nazisme alemany i les seves teories racials, el colonialisme, la cursa armamentista i, per acabar, fins i tot la ineficàcia de la diplomàcia internacional.
Una de les sàtires més notables al nazisme alemany és, per exemple, quan un científic alemany constata que les salamandres alemanyes pertanyen de fet a una raça nòrdica, molt superior, i que, per tant, té el dret d'expansionar el seu espai vital a expenses de les altres races inferiors de salamandres. En un altre destacat episodi les nacions europees -com a solució a la manca d'espai de les Salamandres- pretenen entregar la Xina als amfibis, sempre que ells mateixos s'ocupin de controlar i reprimir les protestes i revoltes xineses. Sembla aquí que Čapek va tenir una premonició sobre el cruel destí que esperava al seu mateix país, quan per l'Acord de Múnic els Sudets van ser entregats als nazis, sense que això finalment aturés els plans expansionistes dels alemanys.
Čapek dirigeix un atac més general a les nacions mitjançant la figura de les salamandres, que són presentades com l'adversari manifest dels homes, però es comporten exactament com ells. Només un interès econòmic mutu entre les dues civilitzacions evita inicialment una confrontació directa. L'autor critica doncs els condicionants circumstancials i les necessitats momentànies de les nacions, que s'adapten oportunistament al curs dels esdeveniments. Només quan les salamandres prenen consciència de col·lectiu comprenen que la seva existència és un poder en potència, i així esdevenen una amenaça per als homes, que abans les havien instrumentalitzat tot explotant-les com a força de treball. Neix aleshores un forçat pacte de no-agressió.
Són els mateixos homes qui, tot educant les salamandres i proveint-les de mercaderies, les acaben transformant en una societat que pren a la humanitat com a referent, tot corrompent la seva essència i convertint-les en éssers mercaders. Les salamandres serien éssers pacífics per naturalesa, desconeixedors de tota malícia. És, però, el seu contacte amb la humanitat que avança el seu estat evolutiu i —després d'un creixement exponencial de la població deguda als vivers industrials— les condueix a lluitar per la seva pròpia existència, entrant en conflicte amb la humanitat.
La negra però mordaç sàtira de Čapek és un toc d'atenció a la desmesura i a la cobdícia de la humanitat, que percep el seu entorn natural com un instrument, la transformació del qual té per objectiu final el benefici econòmic.